# Wrocław Kowale
Wrocław Kowale – stacja kolejowa we Wrocławiu, na osiedlu Kowale, przy ulicy Kowalskiej, położona na linii łączącej Jelcz Miłoszyce i Wrocław Osobowice. Na stacji znajduje się dworzec wybudowany na planie prostokąta z przesuniętym w stosunku do osi budynku ryzalitem, przylegającym do ściany od strony peronu. 10 kwietnia 2017 czasowo przywrócono ruch pasażerski na stacji, a 12 grudnia 2021 roku, wraz z przywróceniem połączeń kolejowych na linii do Jelcza-Laskowic, stacja została ponownie otwarta. 

## Ruch pasażerski
| Rok  | Wymiana pasażerska na dobę |
| ---- | -------------------------- |
| 2017 | 0-9                        |
| 2022 | 20-49                      |
| 2023 | 20-49                      |